# 阿塞拜疆国家科学院

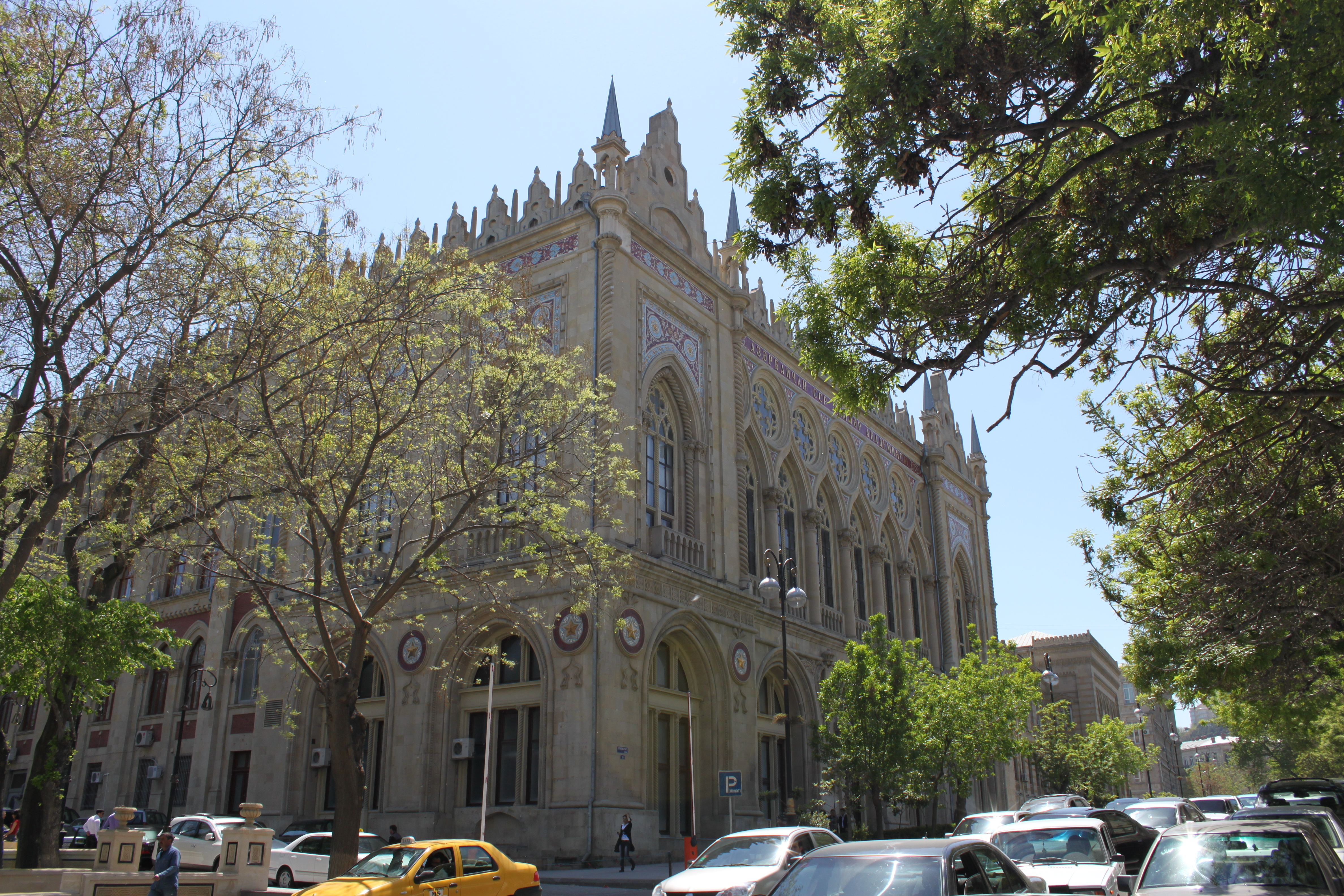
國立阿塞拜疆科學院

國立阿塞拜疆科學院是阿塞拜疆政府直屬的科學院。

## 历史
國立阿塞拜疆科學院的前身，是成立於1935年的蘇聯科學院的阿塞拜疆分部。蘇聯解體之後於1993年改為現在的名稱。

## 外部連結
- 國立阿塞拜疆科學院官方网站（页面存档备份，存于）  （英文） （俄文）